# Quentin Jauregui
Quentin Jauregui (Cambrai, 22 de abril de 1994) é um ciclista profissional francês que atualmente corre para a equipa AG2R La Mondiale. Também participa em carreiras de ciclo cross, conseguindo triunfos como o campeonato da França categoria júnior em 2012, atualmente compete em estrada.

## Palmarés
2014
- 1 etapa do Rhône-Alpes Isère Tour

2015
- Grande Prêmio do Somme

## Resultados nas Grandes Voltas
| Carreira           | 2013 | 2014 | 2015 | 2016 | 2017 | 2018 | 2019 |
| ------------------ | ---- | ---- | ---- | ---- | ---- | ---- | ---- |
| Giro d'Italia      | -    | -    | -    | -    | 90º  | 48º  | -    |
| Tour de France     | -    | -    | -    | -    | -    | -    | -    |
| Volta a Espanha    | -    | -    | -    | 95º  | -    | -    | -    |
| Mundial em Estrada | -    | -    | -    | -    | -    | -    | -    |

-: não participa

Ab.: abandono